# Cerțești
Cerțești es una comuna ubicada en el distrito de Galați, Rumania.

## Superficie
Posee una superficie de 63,72 kilómetros cuadrados.

## Demografía
Hasta 2021 la población era de 1942 habitantes, con una densidad de población de 30,48 habitantes por kilómetro cuadrado.